# Kimiyoshi Yamashiki
Kimiyoshi Yamashiki (født 7. marts 1924, død 14. september 1999) var en Japansk judoka. Han fik bronze ved VM i judo 1958 i Tokyo, Japan
Kimiyoshi Yamashiki sluttede på tredjepladsen ved de japanske mesterskaber i 1957. I 1958 nåede han finalen og blev nummer to efter Koji Sone.

## Eksterne henvisininger
- Kimiyoshi Yamashiki hos JudoInside.com (engelsk)